# Acacia myrtifolia
Acacia myrtifolia é uma espécie de leguminosa do gênero Acacia, pertencente à família Fabaceae.